# Rémi Maréval
Rémi Maréval (ur. 24 lutego 1983 w Domont) – francuski piłkarz (lewy obrońca), występujący w klubie Videoton FC.
Jest wychowankiem US Chantilly, grał także w AS Beauvais, Oldham Athletic, Gazélec Ajaccio oraz Tours FC, skąd przed letnim oknem transferowym sezonu 2007/2008 trafił za darmo do FC Nantes. Był graczem wyjściowego składu tej drużyny, gdy ta w pierwszym sezonie po jego przyjściu wywalczyła awans do Ligue 1. W najwyższej francuskiej klasie rozgrywkowej debiut zaliczył 16 sierpnia 2008 roku w zakończonym wynikiem 1:1 spotkaniu z AS Monaco. W sezonie tym 31 razy pojawiał się na boisku, 28-krotnie w wyjściowej jedenastce, lecz jego dyspozycja nie uchroniła Kanarków przed spadkiem. Do historii przeszła za to bramka strzelona przez Marévala w jedenastej kolejce gier, kiedy jego zespół spotkał się z Olympique Marsylia. W 44 minucie spotkania David De Freitas wykonywał rzut rożny, jeden z graczy Nantes strącił piłkę głową daleko poza pole karne. Do toczącej się po płycie boiska piłki podbiegł Rémi i bez zastanowienia oddał potężny strzał w kierunku bramki strzeżonej przez Steve’a Mandandę. Futbolówka, zmierzająca z zawrotną prędkością, wpadła tuż pod poprzeczkę, w lewy górny róg. Zdobyte przez Marévala trafienie pokazywane było w wielu stacjach telewizyjnych jako jedna z najpiękniejszych bramek weekendu.
W 2010 roku odszedł z występującego w Ligue 2 zespołu do Belgii. Najpierw był zawodnikiem SV Zulte-Waregem, a następnie od 2012 roku - KAA Gent. W 2014 roku przeszedł do Maccabi Tel Awiw, z którym został mistrzem Izraela.